# Gravel Springs (Virginia)
Gravel Springs ist ein Gemeindefreies Gebiet (Unincorporated Community) im Frederick County im US-Bundesstaat Virginia.
Gravel Springs liegt im Norden Virginias, etwas südlich der Virginia State Route 55, deren westliches Ende hier von Strasburg (Virginia) nach West Virginia führt. Winchester, der Verwaltungssitz (County Seat) des Frederick County, liegt etwa 25 km in nordöstlicher Richtung. Strasburg liegt etwa 10 km südöstlich von Gravel Springs.